# 中國奧園地產
中國奧園股份有限公司（港交所：3883）成立於1996年（當時以「香港金业集团」），由郭梓文創立，是廣州主要的房地產開發公司之一，業務主要在廣州、番禺、江西、南寧等開發房地產項目及投資物業。集團亦從事提供其他房地產相關配套服務，包括房地產管理及房地產代理及中介服務。集團總裁為郭梓文。
集團擁有番禺奥园广场、广州奥园城市广场等資產。

## 債務危機
2021年11月，中國奧園就近期公司擔保的相關基金和金融產品總額約60億元人民幣，第三方公司管理的金融產品約24億元人民幣均出現逾期兌付發公開信，向投資人致歉，並承諾一分不少地兌付投資人的本金和利息，表示會加快處置項目資產，力求盡早完成兌付。除合同約定本息堅決足額兌付，追加總貨值不低於90億元人民幣的優質物業資產用於實物兌付外，對於延期兌付的本金，將按照年化6%利率向投資人支付逾期利息。
2021年11月，中國奧園地產以9億港元出售旗下名萬投資、雙福及裕康三家公司的全部股權，買方為伍登輝全資擁有的新永投資發展有限公司，相關交易估期虧損約1.77億港元。相關公司持香港西半山羅便臣道63至67號燕貽大廈重建項目。
2023年12月，中國奧園根據美國《破產法》第15章在美國申請破產保護。